# Bamboo Flute Orchestra
Bamboo Flute Orchestra（バンブーフルートオーケストラ）は、女性5人組の尺八奏者による音楽グループ。

## プロフィール
2016年、辻本好美がソロ・プロジェクトとしてBamboo Flute Orchestra名義でアルバム「SHAKUHACHI」を発表。その後、辻本好美の出身大学である東京芸術大学の同級生や後輩、そしてミュージシャン仲間に声をかけ集められた4人のメンバーが新たに加わり、5人編成のユニットとして生まれ変わって2018年にセカンドアルバム「尺八Classic」をリリースした。

## メンバー
YOSHIMI / 辻本好美（つじもと　よしみ）

YUKI / 松岡幸紀（まつおか　ゆき）
奈良県出身。13歳より尺八を始める。第15回 全国高校生邦楽コンクール優勝。
東京芸術大学音楽学部邦楽科尺八専攻を卒業、在学中に『題名のない音楽会』に出演。
これまでに尺八を初代山本邦山(人間国宝)、吉本胤山に師事。「和楽団 煌」団員。
NHKワールドの番組『Blends』への出演や、各種コンサート、ライブ、イベント、舞台音楽、学校公演・授業など、幅広い演奏活動を行っている。
KAORI / 柴香山（しば　こうざん）
埼玉県出身。3歳よりピアノを始め長らくクラシックを学ぶ。日本大学芸術学部音楽学科声楽コース在学中に尺八と出合い、ピアノと尺八のユニット「妃愛尺ーぴあしゃくー」を結成し演奏活動を開始する。
ピアノを栗田直美、三村則子、声楽を佐々木伸、お囃子を岡田民昭、尺八を藤原道山に師事。都山流尺八楽会師範試験首席登第。柴音楽教室主宰。
ピアノ・尺八・ヴィオラのユニット「紗詩衣（さしえ）」リーダー、和楽器カルテット「サイタマティック」メンバー、オーケストラアジアジャパン団員、TVアニメ『ポプテピピック』の劇伴に参加、また尺八のみならず江戸里神楽の社中で篠笛や締太鼓の演奏を行うなど、多彩な活動を展開している。
SHIORI / 田辺しおり（たなべ　しおり）
REI / 中島麗（なかじま　れい）
福島県相馬市出身。3歳よりピアノを始め、兄（中島翔山）の影響で10歳の頃に尺八を始める
東京芸術大学在学中にBamboo Flute Orchestraに参加しメジャーデビュー。
これまで柚原粛山、野村峰山、川村泰山、2代目山本邦山、藤原道山、2代目石垣征山に師事。都山流尺八楽会師範試験首席登第（師範名は孔山）。ドイツ、マレーシア、シンガポールなどの海外演奏も行っている。

## ディスコグラフィ

### アルバム
| 枚  | 発売日         | タイトル    | 規格品番                                                 | 備考 |
| --- | -------------- | ----------- | -------------------------------------------------------- | --- |
| 1st | 2016年9月28日  | SHAKUHACHI  | SECL-1998(CD)                                            | 辻本好美によるソロ･プロジェクトとしての洋楽デビュー・アルバム。 |
| 2nd | 2018年10月24日 | 尺八Classic | SECL-2349~2350(CD+DVD)初回生産限定盤 SECL-2351(CD)通常盤 | 主にクラシックやPOPSの曲をカバー。なお、収録曲である「Jupiter」のミュージックビデオを同年11月6日にYouTubeで公開しており、松平莉奈提供の日本画によりデジタル絵巻風に仕上げている。 |

## TV出演
- 2018年11月6日放映のNHK『うたコン』に出演[注 2]、尺八五重奏を披露するとともに石川さゆりとのコラボレーションも行った。また番組テロップで「尺八5人娘」として紹介されSNS上で話題となった。[7]
- 2019年4月6日放映のBSテレ東『エンター・ザ・ミュージック』で、藤岡幸夫指揮・関西フィルハーモニー管弦楽団と共演。[8]